# Pterophorus ossipellis
Pterophorus ossipellis is een vlinder uit de familie vedermotten (Pterophoridae). De wetenschappelijke naam van de soort is voor het eerst geldig gepubliceerd in 1897 door Thomas de Grey Walsingham.